# IC 2058
IC 2058 — галактика типу Scd () у сузір'ї Золота Риба.
Цей об'єкт міститься в оригінальній редакції індексного каталогу.